# Trai phố

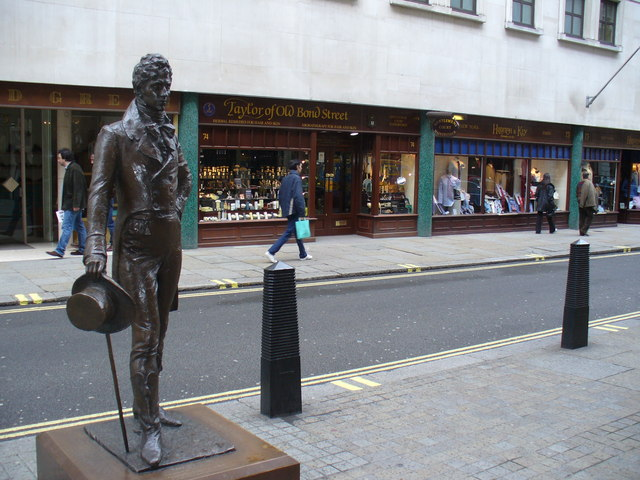
Phố Jermyn ở Luân Đôn (Anh Quốc), trung tâm may đo dành cho nam giới, với ảnh chụp bức tượng tôn vinh chàng công tử hào hoa mang tính biểu tượng của thời kỳ Regency là Beau Brummell

Metrosexual, dịch nôm na là trai phố, là một từ mới của thế kỷ 21 thông thường để chỉ những người đàn ông rất quan trọng hóa và chăm chút ngoại hình của mình. Có nhiều tranh cãi xung quanh việc sử dụng từ đi liền với chủ nghĩa tiêu thụ và việc quan trọng hóa chuẩn mực giới tính. Thuật ngữ này do nhà báo Mark Simpson đặt, trong bài viết mang tựa "Here come the mirror men" đăng trên báo The Independent ngày 15 tháng 11 năm 1994.
David Beckham được cho là một người metrosexual.